# Les Anges pleureurs
Pour les articles homonymes, voir Blink.
Les Anges pleureurs (Blink) est le 10e épisode de la troisième saison de la deuxième série de la série télévisée britannique Doctor Who. Il a obtenu le Prix Hugo du meilleur épisode de série pour l'année 2008.

## Accroche
Une jeune photographe londonienne du nom de Sally Sparrow découvre une vieille maison abandonnée. À l'intérieur se trouvent des statues d'anges « pleureurs » (i.e., se tenant la tête dans les mains). Sally doit déchiffrer plusieurs messages d'un homme étrange appelé « le Docteur », tous à son intention.

## Distribution
- David Tennant (VFB : David Manet) : Le Docteur
- Freema Agyeman : Martha Jones
- Carey Mulligan (VFB : Marielle Ostrowski) : Sally Sparrow
- Finlay Robertson (VFB : Bruno Mullenaerts) : Larry Nightingale
- Lucy Gaskell : Kathy Nightingale
- Richard Cant : Malcolm Wainwright
- Michael Obiora : Commissaire Billy Shipton
- Louis Mahoney : Billy vieux
- Thomas Nelstrop : Ben Wainwright
- Ian Boldsworth : Banto
- Ray Sawyer : Agent de police
- Aga Blonska : Ange Pleureur (non crédité)
- Elen Thomas : Ange Pleureur (non crédité)

## Résumé
L'épisode, qui se déroule principalement en 2007, est centré autour du personnage de Sally Sparrow, qui s'introduit dans une vieille maison appelée Western Drumlins pour y prendre des photographies. Elle découvre, recouvert par un papier-peint qui se décolle, un message du « Docteur », daté de 1969, l'appelant par son nom et lui disant de faire « attention aux Anges Pleureurs » puis de « se baisser maintenant », juste avant qu'un projectile lancé dans son dos ne la frôle.
Quand elle y retourne le lendemain avec son amie Kathy Nightingale, un jeune homme, Malcolm Wainwright, sonne à la porte. Celui-ci est chargé, lui dit-il, de lui remettre (en s'assurant de son identité) une lettre de sa grand-mère « à cette date et en ce lieu ». Sally ne comprend pas comment quelqu'un a pu savoir qu'elle serait ici. Quand le jeune homme indique le nom de sa grand-mère (Kathy Nightingale), Sally croit d'abord à un canular et cherche son amie dans la maison. Elle n'y trouve que trois statues, dont l'une tient une clé. Elle prend la clé et se résout (le jeune homme étant parti) à lire la lettre, dans laquelle Kathy lui explique qu'elle a été envoyée en 1920, où elle a fondé une famille et eu une vie heureuse. Elle lui demande également d'expliquer sa disparition à son frère, Larry, qui tient une boutique de vente de DVD de collection. Sally quitte la maison sans se rendre compte que les statues l'observent.
Sally trouve Larry en train de regarder une vidéo montrant un homme (qui s'avère être le Docteur) qui semble parler et répondre a quelqu'un. Larry a découvert, sur dix-sept DVD, un Œuf de Pâques consistant en une suite de répliques du Docteur, comme s'il parlait et répondait à quelqu'un. Larry s'est renseigné, mais personne n'explique la présence de cet enregistrement surprise sur ces DVD. Larry prépare - car cela pourra servir à Sally - une liste des dix-sept DVD concernés.
En se rendant au commissariat de police, Sally fait la connaissance d'un jeune et bel inspecteur du nom de Billy Shipton chargé des mystérieuses disparitions autour de cette maison : de nombreuses voitures, ainsi qu'une fausse vieille cabine de police (dans laquelle le téléspectateur reconnaît le TARDIS) ont été retrouvées abandonnées près de cette maison. Cette vieille cabine de police a une serrure, mais nul n'a réussi à l'ouvrir. Il la drague ouvertement et elle le quitte en lui laissant son numéro de téléphone.
Sortant du commissariat, elle se rend compte que la clé qu'elle a récupérée pourrait être celle de la cabine de police, et y retourne. Le jeune inspecteur a disparu ainsi que la cabine. Billy Shipton se retrouve en 1969 en compagnie du Docteur qui lui explique que les Anges Pleureurs sont des psychopathes qui envoient leurs victimes dans le passé. Le Docteur lui laisse un message pour Sally, en le prévenant qu'il devra attendre longtemps pour cela.
En 2007, alors que Sally vient de découvrir la disparition de Billy et de la cabine téléphonique, son téléphone sonne : c'est Billy. Elle le retrouve à l'hôpital, très âgé, où il est sur le point de mourir. Il lui raconte qu'il s'est marié à une dénommée Sally, et a eu une vie heureuse. Il lui délivre le message du Docteur : « Regardez la liste des DVD ».

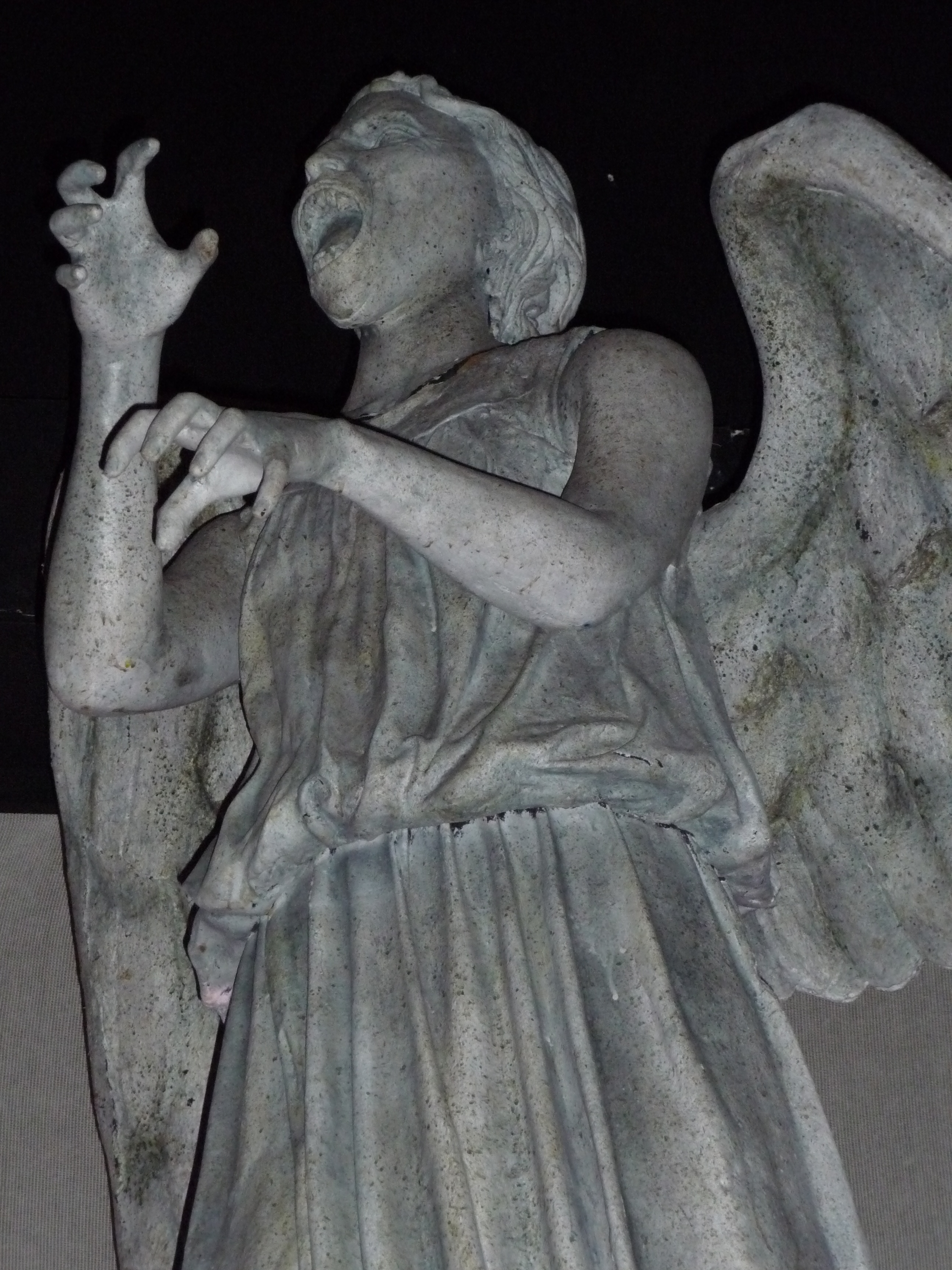
Statue d'un ange pleureur exposée lors d'une exposition Doctor Who à Cardiff en 2010

En regardant la liste, Sally réalise le lien entre les DVD : ce sont tous ceux qu'elle possède. L'œuf de Pâques lui était destiné. Sally et Larry vont donc à Wester Drumlins avec un lecteur de DVD portable ; en réponse aux répliques du Docteur, Sally fournit l'autre moitié de la conversation, que Larry note entre les lignes de la transcription du demi-dialogue du Docteur.
Le Docteur explique à Sally qu'il a devant lui la transcription du dialogue (ce qui est possible grâce à la structure non linéaire du temps). Il lui apprend la nature des « Anges Pleureurs » et lui explique qu'ils sont « bloqués dans le quantum » ; dès qu'ils font l'objet d'un regard, ils se métamorphosent en statue de pierre. C'est leur force (on ne peut pas tuer la pierre), mais c'est aussi leur point faible : leur propre regard les fait se changer en pierre. Mais quand ils ne sont pas observés, ils sont rapides et très dangereux. Il leur explique enfin que les Anges Pleureurs ont volé le TARDIS qui leur permettrait (s'ils parvenaient à y entrer) d'absorber toute l'énergie du temps. Pour leur échapper, Larry et Sally ne doivent donc jamais les quitter des yeux, y compris ne jamais — il insiste sur ce point — cligner des yeux. Sally demande alors au Docteur comment les vaincre ; mais le Docteur ne peut pas répondre à cette question : Larry a en effet cessé d'écrire, parce qu'un Ange est entré dans la maison ! Il se dépêche de regarder l'Ange et s'efforce de ne surtout pas cligner des yeux.
Alors qu'ils tentent d'échapper à l'Ange dans la pièce où ils regardaient le DVD, Sally et Larry découvrent le TARDIS dans la cave. Décidés à ne pas laisser leur proie s'échapper, les Anges font clignoter la seule ampoule de la pièce, ce qui leur permet de s'approcher du TARDIS (puisqu'ils peuvent se déplacer pendant qu'on ne peut les voir). Sally et Larry entrent dans le TARDIS au moment où la pièce est plongée dans l'obscurité. Les Anges entourent le TARDIS, le secouent et tentent de forcer l'entrée. Un hologramme du Docteur demande à Sally et Larry d'insérer un disque de contrôle. Larry utilise l'un des DVD qui active un protocole du TARDIS : il part auprès du Docteur en 1969, abandonnant Sally et Larry prostrés dans la cave du manoir en 2007. Ils sont encerclés par quatre Anges Pleureurs statufiés ; mais, alors que Sally continue à penser qu'il ne faut pas quitter les statues des yeux, Larry comprend que ce n'est pas la peine : lorsque le TARDIS s'est dématérialisé, les Anges ont été piégés en se regardant mutuellement.
Un an plus tard, Larry et Sally se sont associés et ont transformé le magasin de vidéos en magasin de DVD et de livres. Malgré leurs sentiments respectifs, ils ne sont pas en couple. Alors que Sally s'interroge sur la façon dont la transcription du dialogue (qu'elle a en main) a été remise au Docteur, elle l'aperçoit soudain dans la rue, sortant d'un taxi avec Martha, armés d'arc et de flèches. Elle accourt vers lui et l'appelle, mais il ne la reconnaît pas. Elle comprend alors que, pour le Docteur qu'elle rencontre, les événements n'ont pas encore eu lieu. Réalisant cela, elle lui donne tous les documents qui permettront au Docteur de se sortir de 1969, en lui disant qu'il en aura besoin dans le futur. Elle finit par reprendre le cours de sa vie et commence une relation profonde avec Larry Nightingale, le frère de sa meilleure amie,.
L'épisode se termine par une rediffusion, à l'intention du spectateur cette fois, de la réplique du Docteur mettant en garde contre les statues et lui disant de ne pas cligner des yeux. Il souhaite bonne chance... et cligne des yeux.

### Particularité de l'épisode
Comme dans l'épisode L.I.N.D.A, le Docteur et son compagnon ne sont pas les personnages principaux. Il apparaît très peu au cours de l'épisode, au travers de messages, de bandes vidéos et de courtes scènes. L'essentiel de l'épisode se déroule en 2007 autour de Sally Sparrow, qui n'apparaît que dans cet épisode, faisant une ellipse (sur le plan visuel en tout cas) des actions du Docteur en 1969 qui a dû, sans doute, se démener pour fabriquer le programme pour le TARDIS, retrouver les personnages qui pourraient laisser un message à Sally, laisser les messages cachés dans les 17 DVD, etc.

## Continuité
- Le Docteur semble indiquer dans cet épisode qu'il a déjà été marié (ou dû se marier), en parlant du fait qu'il ne croise pas toujours les gens dans le bon ordre : « C'est assez gênant parfois, surtout pour les mariages, je les rate souvent. Surtout le mien ».
- Le TARDIS disparaît autour des personnages. On savait cela possible depuis À la croisée des chemins.